# Fontvieille (Monako)
Fontvieille (moneg. Funtanaveya) – osiedle Monako o powierzchni 0,33 km², zbudowana częściowo na terenie odebranym morzu. Zamieszkuje tu 3300 osób. Mieści się tu przemysł precyzyjny, chemiczny (w tym farmaceutyczny), poza tym odzieżowy i jubilerski. Mieści się tu jedyne lądowisko w kraju, Heliport Monako.
Znajduje się tu stadion Ludwika II, który pełni funkcję macierzystego stadionu klubu piłkarskiego AS Monaco, jednego z bardziej znanych zespołów grających w lidze francuskiej. Rozgrywane są na nim również mecze europejskich rozgrywek pucharowych UEFA (Puchar UEFA, Superpuchar Europy UEFA) i inne. Na stadionie mieszczą się też biura klubu. 